# Yngve Lindegren
Yngve Lindegren (né le 26 avril 1912 en Suède) est un joueur de football suédois.
Il est surtout connu pour avoir terminé meilleur buteur du championnat de Suède lors de la saison 1938-39 avec seize buts (à égalité avec les joueurs Ove Andersson et Erik Persson).